# Gozzano
Gozzano (piemontesisch Guzon, lombardisch Gussön) ist eine italienische Gemeinde (comune) mit 5529 Einwohnern (Stand 31. Dezember 2023) in der Provinz Novara, Region Piemont. 

## Geographie
Die Gemeinde liegt etwa 27 km nordnordwestlich der Provinzhauptstadt Novara im Süden des Ortasees auf 376 m s.l.m. Zur 12,58 km² großen Gemeinde gehören auch die vier Fraktionen Auzate, Buccione, Bugnate und Monterosso. Die Nachbargemeinden sind Bolzano Novarese, Borgomanero, Briga Novarese, Gargallo, Invorio, Orta San Giulio, Pogno, San Maurizio d’Opaglio und Soriso.

## Geschichte
Seit den 1920er Jahren befand sich eine Kupferseide-Fabrik im Ort (Seta Bemberg S. A.). Die ungefilterte Einleitung der mit Kupfer und Ammoniumsulfat versetzten Abwässer ließen 1929 den kompletten Fischbestand des Ortasees aussterben. Der See galt jahrzehntelang als biologisch tot. 1956 installierte die Firma erste Kupferfilter, die Abwassereinleitungen endeten 1986.

## Verkehr
Gozzano besitzt in unmittelbarer Nachbarschaft zum alten Ortszentrum einen Bahnhof an der Eisenbahnstrecke von Domodossola nach Novara. Bis 1924 hatte Gozzano auch eine Eisenbahnverbindung nach Alzo.

## Sport
- Fußballverein: AC Gozzano